# Celoterčník
Celoterčník (Holodiscus) je rod rostlin patřící do čeledi růžovité (Rosaceae). Jsou to opadavé keře s jednoduchými pilovitými listy a drobnými pětičetnými květy. Plodem je souplodí nažek. Rod zahrnuje 5 nebo 6 druhů a je rozšířen v Severní a Střední Americe a na severu Jižní Ameriky. Nejvíce druhů roste v Mexiku. Severoamerický celoterčník různobarvý je občas v České republice pěstován jako okrasný keř.

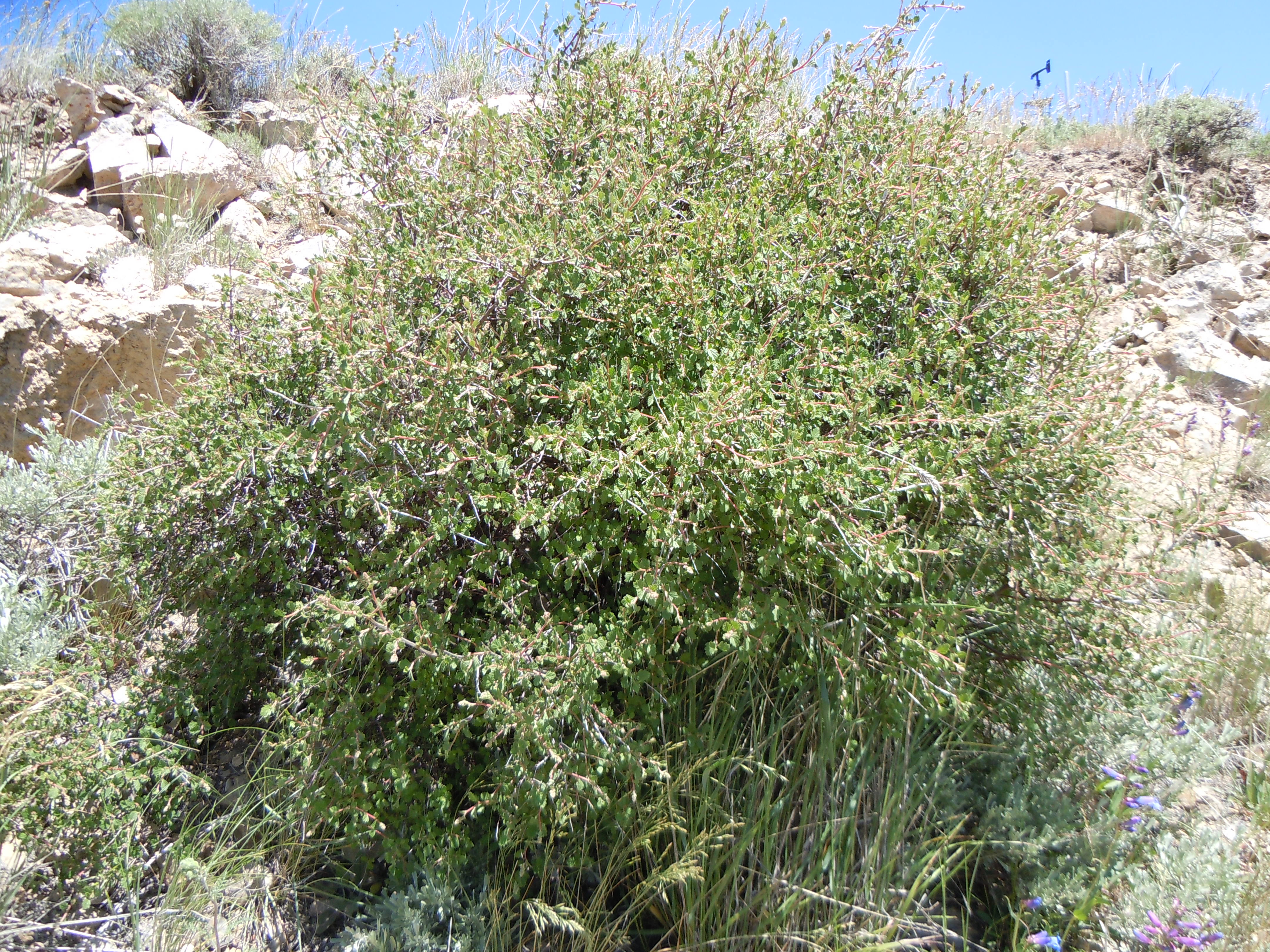
Celoterčník různobarvý v Idahu

## Popis
Celoterčníky jsou vzpřímené nebo poléhavé, opadavé keře dorůstající obvykle výšky od 30 cm do 3 (max. 6) metrů.
Listy jsou jednoduché, řapíkaté nebo přisedlé, o délce 1 až 10 cm, tenké až kožovité, na krátkých výhonech uspořádané ve svazečcích, na dlouhých výhonech střídavé. Čepel je na okraji obvykle pilovitá a má zpeřenou žilnatinu.
Květy rozkvétají až po olistění, jsou drobné (2 až 6 mm velké), s talířovitou až mělce miskovitou češulí, uspořádané ve vrcholových latách vyrůstajících na dlouhých výhonech.
Kalich je pětičetný. Kalíšek chybí. Korunní lístky jsou bílé nebo řidčeji růžové, vejčité až eliptické.
Tyčinek je 15 až 20 a jsou stejně dlouhé jako koruna nebo delší. Gyneceum je složeno z 5 plodolistů přirostlých k bázi češule, obsahujících po 2 vajíčkách a nesoucích vrcholové čnělky.
Plodem je souplodí nažek.

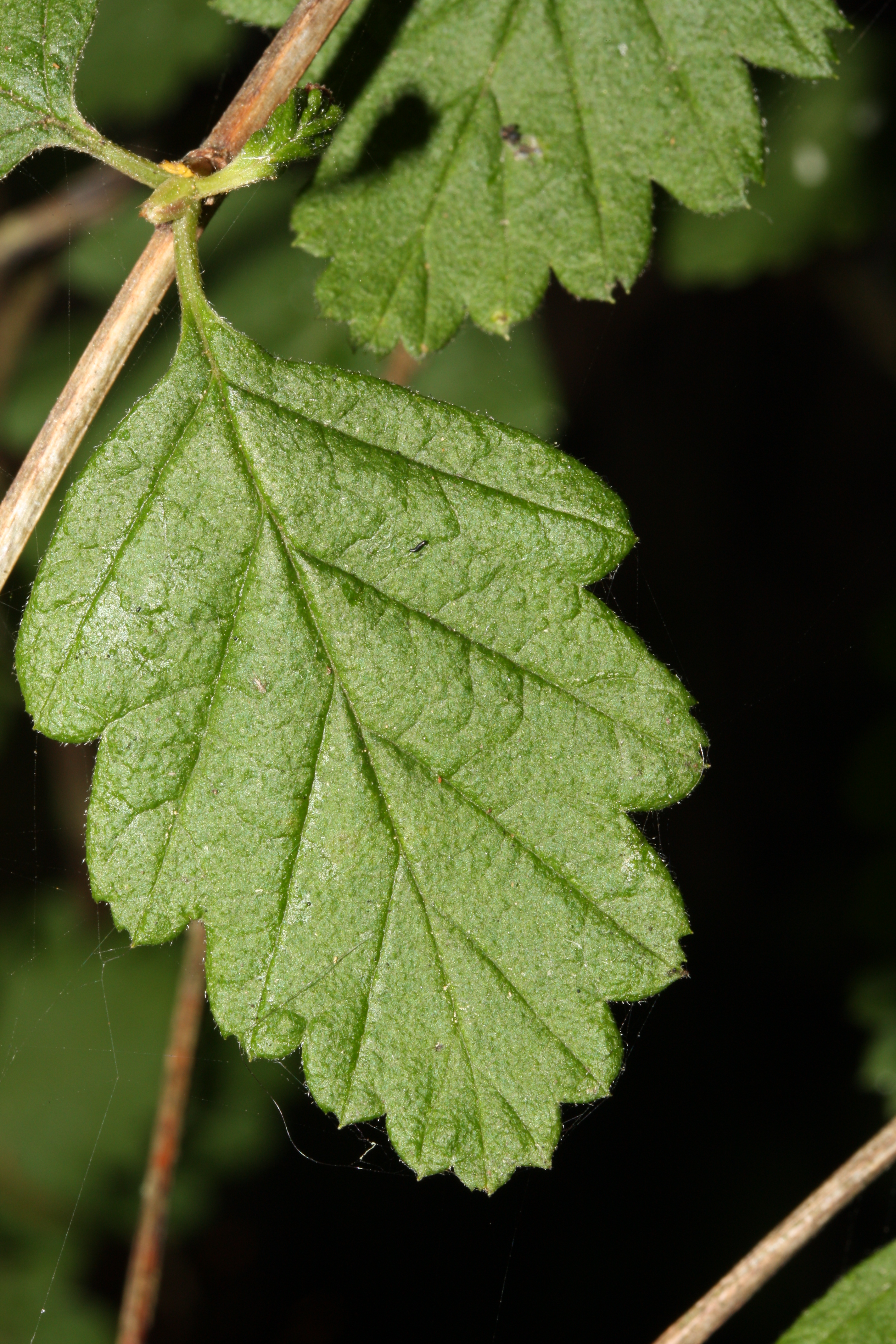
List celoterčníku různobarvého
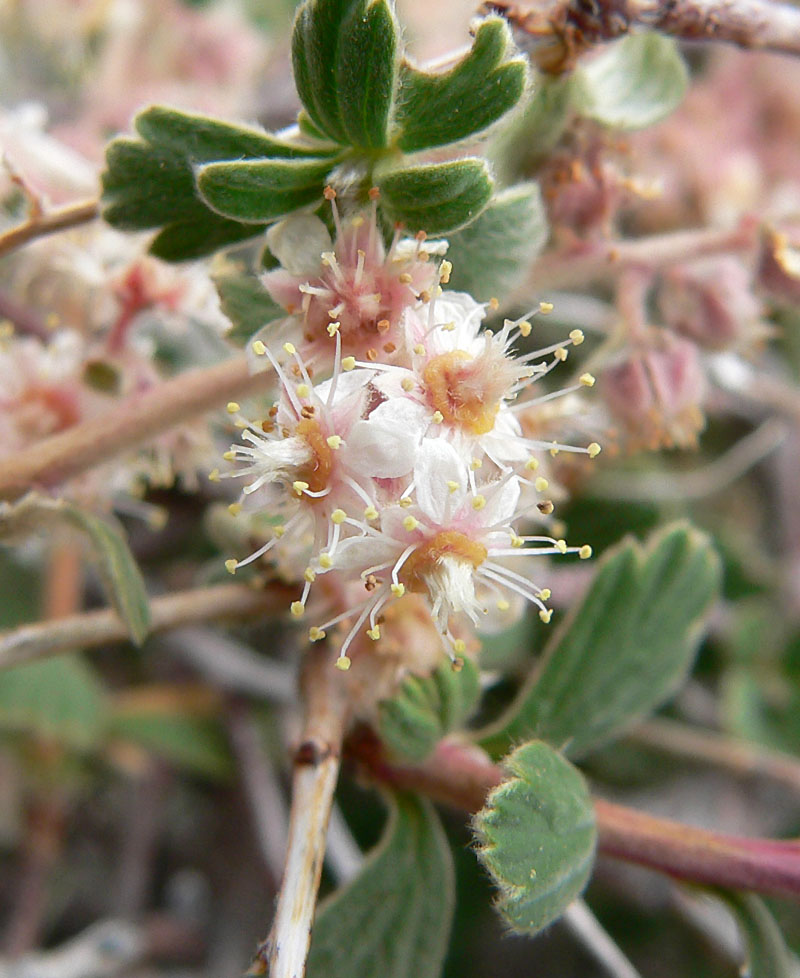
Rozkvetlý Holodiscus microphyllus
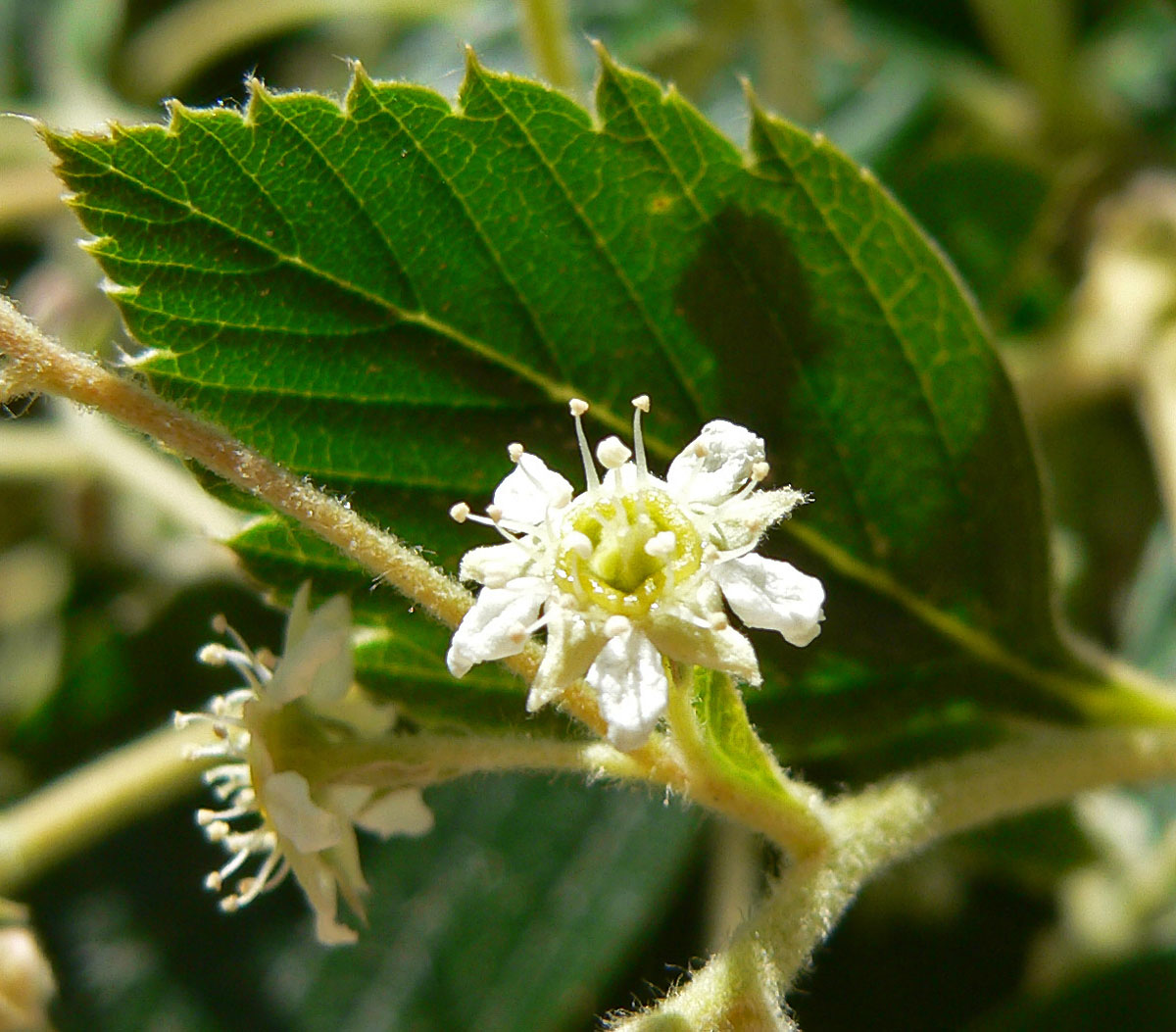
Květ Holodiscus argenteus

## Rozšíření
Rod celoterčník zahrnuje 5 nebo 6 druhů. Je rozšířen od západní Kanady přes západní oblasti USA, Mexiko a Střední Ameriku po sever Jižní Ameriky.
Centrum rozšíření je v Mexiku, kde roste všech 6 druhů, z toho 2 endemické. V USA roste celoterčník různobarvý, od nějž jsou někdy oddělovány další druhy Holodiscus microphyllus a H. dumosus. Ve Střední Americe rostou 2 druhy. Holodiscus argenteus se vyskytuje od Mexika přes Střední Ameriku až po Kolumbii a Venezuelu, H. fissus přesahuje z Mexika do Guatemaly.

## Taxonomie
Rod Holodiscus je v rámci čeledi růžovité řazen do podčeledi Amygdaloideae a tribu Spireeae.
Nejblíže příbuzným rodem je dle výsledků molekulárních studií monotypický rod Xerospiraea, zastoupený jediným druhem v Mexiku.
Dalšími blízce příbuznými rody jsou Aruncus (udatna) a monotypický rod Luetkea (litkovka), rozšířený v západních oblastech Severní Ameriky.
Rod Holodiscus je tvořen 2 skupinami blízce příbuzných druhů. Skupina Holodiscus discolor agg. zahrnuje severoamerické druhy, jejichž areál sahá na jih k Údolí Mexika. Skupina Holodiscus argenteus agg. představuje jinou skupinu blízce příbuzných druhů s rozšířením od Neovulkanického pohoří v jižním Mexiku po Kolumbii.

## Zástupci
- celoterčník různobarvý (Holodiscus discolor)

## Význam
Celoterčník různobarvý je v České republice občas pěstován jako okrasný keř. Poměrně hojně se s ním lze setkat v Průhonickém parku a je vysazen i v Dendrologické zahradě v Průhonicích v části zvané Štípenka. Z Pražské botanické zahrady v Tróji je uváděn druh Holodiscus dumosus, vysazený v expozici zvané Severoamerická polopoušť.